# Walter Eggert
Walter Eggert (* 18. Juli 1940 in Ilsenburg; † 2. Juni 2017) war ein deutscher Rennrodler.
Walter Eggert vom SC Traktor Oberwiesenthal gewann erstmals bei den DDR-Meisterschaften 1961 hinter Günter Schneider und Thomas Köhler im Einsitzer die Bronzemedaille. Auch 1962 gewann er die Bronzemedaille, nun mit seinem Doppelpartner Ruhe. Er nahm mit seinem neuen Partner Helmut Vollprecht an den erstmals ausgetragenen Doppelsitzer-Wettbewerben im Rennrodeln bei den Olympischen Winterspielen 1964 in Innsbruck teil und wurde mit diesem Vierter, nachdem das Doppel nach dem ersten von zwei Durchgängen noch auf dem dritten Rang lag, sich aber in der Gesamtwertung den Italienern Walter Außendorfer und Sigisfredo Mair geschlagen geben musste. 1964 und 1965 gewann das Doppel Vollprecht/Eggert zudem bei den DDR-Meisterschaften hinter Klaus Bonsack und Thomas Köhler und vor Wolfgang Scheidel und Michael Köhler die Silbermedaille. 1965 gewann er bei den DDR-Meisterschaften zudem hinter Bonsack und Klaus Halbauer nochmals Bronze im Einzelwettbewerb.
Eggerts Sohn Sven war ebenfalls ein Weltklasserodler, der Enkel Toni ist mehrfacher Weltmeister und Olympionike im Rodelsport.